# Astrodia plana
Astrodia plana is een slangster uit de familie Asteronychidae. De wetenschappelijke naam van de soort werd in 1899 gepubliceerd door Christian Frederik Lütken & Theodor Mortensen.
1. ↑  Lütken, C.F. & Mortensen. T. (1899). Reports on an exploration off the west coasts of Mexico, Central and Southern America and off the Galapagos Islands. XXV. The Ophiuridae. Memoirs of the Museum of Comparative Zoölogy at Harvard College 23(2): 186. Gearchiveerd op 26 maart 2018.